# Sone
Il sone fu una proposta unità di misura della percezione del rumore di S. Smith Stevens nel 1936.
In acustica, la rumorosità è una percezione soggettiva della pressione del suono.
Non fa parte comunque del Sistema Internazionale.
Unità di misura di questo genere si scontrano con gli stringenti criteri della metrologia.
Secondo la definizione di Stevens, il sone equivale a 40 phon, che è definito come la rumorosità di livello NL di 1 kHz tono a 40dB SPL (Pressione del suono).